# Aethionema semnanensis
Aethionema semnanensis là một loài thực vật có hoa trong họ Cải. Loài này được Mozaff. mô tả khoa học đầu tiên năm 1996.